# Kylarvätska

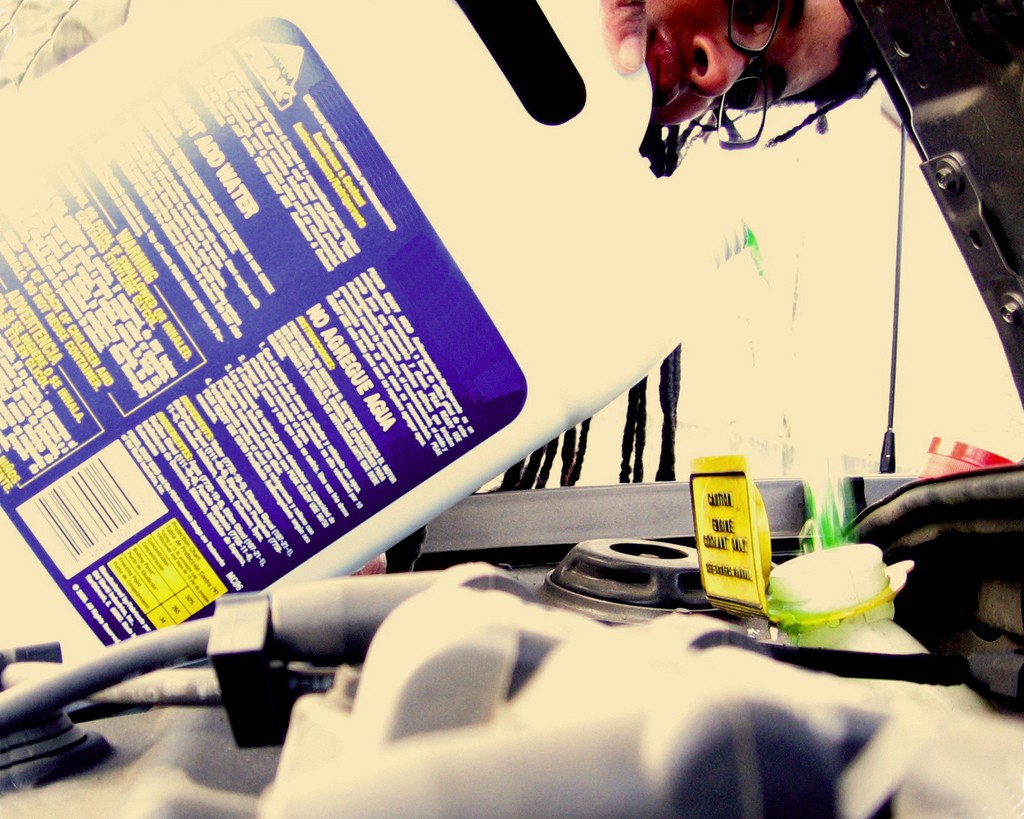
Kylarvätska fylls på i en bil.

Kylarvätska förekommer bland annat i förbränningsmotorer för att bortföra och fördela den värme som utvecklas när motorn arbetar så att motorns olika delar med olika värmeutvidgningskoefficient ska kunna arbeta vid en så jämn och stabil temperatur som möjligt. Utan kylarvätska överhettas motorn snabbt och "skär" genom att oljan i motorn överhettas varvid smörjoljefilmen i de olika motordelarna brister och metallisk kontakt uppstår. En motor med för dålig kylning genom för lite kylarvätska, går kontinuerligt med för hög temperatur vilket leder till snabb nedslitning genom att de bärande oljefilmerna blir för tunna så att partiell metallkontakt mellan rörliga delar uppstår som ger en snabb nerslitning av rörliga delar.
Kylarvätska förekommer i alla typer av vätskekylda förbränningsmotorer, som exempelvis i 4-takts bensinmotorer och dieselmotorer. Vanligtvis består den av en blandning av glykol, avsaltat vatten och olika korrosionshämmande tillsatser. Glykolen sänker fryspunkten på vattnet i kylarvätskan så att den är flytande vid temperaturer under 0 °C. Vid blandningsförhållandet vatten/glykol 1:1 ligger fryspunkten på c:a -35 °C. Övriga tillsatser är främst avsedda att förhindra korrosion i motorns kylkanaler och i kylarelementet. En tillsats finns också för att färga kylarvätskan i avvikande färg för att förhindra förtäring då den är starkt toxisk.
Kylarvätska förekommer också på många andra håll där en vätskeburen värmeavledning är lämplig. Så är till exempel många större transformatorer inom eldistributionsnätet kylda med en kylarvätska av oljekaraktär, oftast polyetylenglykol (PEG) då denna fritt blandar sig med kondensvatten som kan bildas i kylsystemet.
Intag av kylarvätska leder till etylenglykolförgiftning.